# Museo del erotismo (Bombay)
El Museo del erotismo fue un museo de arte erótico ubicado en el barrio de  Kamathipura de Bombay (India). Fue inaugurado en 2002, y cerrado en 2007.
Este museo, primero en su género en el país asiático, nació de la voluntad de las autoridades de hablar sobre la sexualidad en un país donde el tema aún es tabú, lo que plantea problemas sobre la conciencia de la transmisión de enfermedades de transmisión sexual como el SIDA. El museo exhibía, además, muestras de arte erótico indio histórico, como objetos de 1,500 a. C.